# Scorpio’s Dance
| Оценки критиков | Оценки критиков |
| Источник        | Оценка          |
| --------------- | --------------- |
| Allmusic        | [ 1 ]           |

Scorpio’s Dance — третий студийный альбом голландской рок-группы Shocking Blue, выпущенный в 1970 году на лейбле Pink Elephant.
В этом альбоме группа решила поэкспериментировать с кантри и американой (в треках «Alaska Country» и «Sally Was a Good Old Girl»), сохраняя при этом свою ро́ковую направленность. Несмотря на растущую популярность группы, пластинка не пользовалась популярностью в США.

## Список композиций
Автор всех песен — Робби ван Леувен, за исключением «Sally Was a Good Old Girl», которая была написана Хэнком Кокраном.
| №   | Название                           | Длительность |
| --- | ---------------------------------- | ------------ |
| 1.  | «Scorpio’s Dance (First Movement)» | 0:38         |
| 2.  | «Alaska Country»                   | 3:51         |
| 3.  | «Sally Was a Good Old Girl»        | 3:26         |
| 4.  | «Daemon Lover»                     | 6:01         |
| 5.  | «Scorpio’s Dance»                  | 3:41         |
| 6.  | «Little Cooling Planet»            | 3:59         |
| 7.  | «I Love Voodoo Music»              | 4:00         |
| 8.  | «Seven Is a Number in Magic»       | 2:56         |
| 9.  | «Keep It if You Want It»           | 2:51         |
| 10. | «Water Boy»                        | 2:51         |

| №   | Название             | Длительность |
| --- | -------------------- | ------------ |
| 11. | «Send Me a Postcard» | 2:39         |
| 12. | «Mighty Joe»         | 3:12         |
| 13. | «Hello Darkness»     | 2:52         |
| 14. | «Pickin' Tomatoes»   | 3:19         |

## Участники записи
- Маришка Вереш — вокал
- Робби ван Леувен — гитара, бэк-вокал
- Кор ван дер Бек — ударные
- Кваше ван дер Вал — бас-гитара